# Kostel svatého Josefa (Dubňany)
Kostel svatého Josefa je římskokatolický chrám ve Dubňanech v okrese Hodonín. Jde o farní kostel římskokatolické farnosti Dubňany. 
Dubňany byly církevně spravované "excurrendo" z hodonínské fary. V roce 1720 byla v obci vystavěna kaple a okolo ní vznikl hřbitov. V roce 1843 byla místní lokálie povýšena na farnost. Na jaře 1876 se po tuhé zimě začal zhoršovat stav kaple, jejíž zeď se začala naklánět a musela být uzavřena. Po přípravách se v roce 1885 začalo se stavbou nového chrámu na místě původní kaple, slavnostní svěcení se uskutečnilo 13. října toho roku.
Při stavbě se uplatnila dvě stylová období zřetelná při pohledu na fasádu. Na pozůstatku pozdně barokní kaple navazuje novorománská loď.
Kostel je možné navštívit během akce Noc kostelů i Křesťanské Vánoce. Betlém je složen se sádrových figurek asi 25 cm velkých.